# Juniorzaag

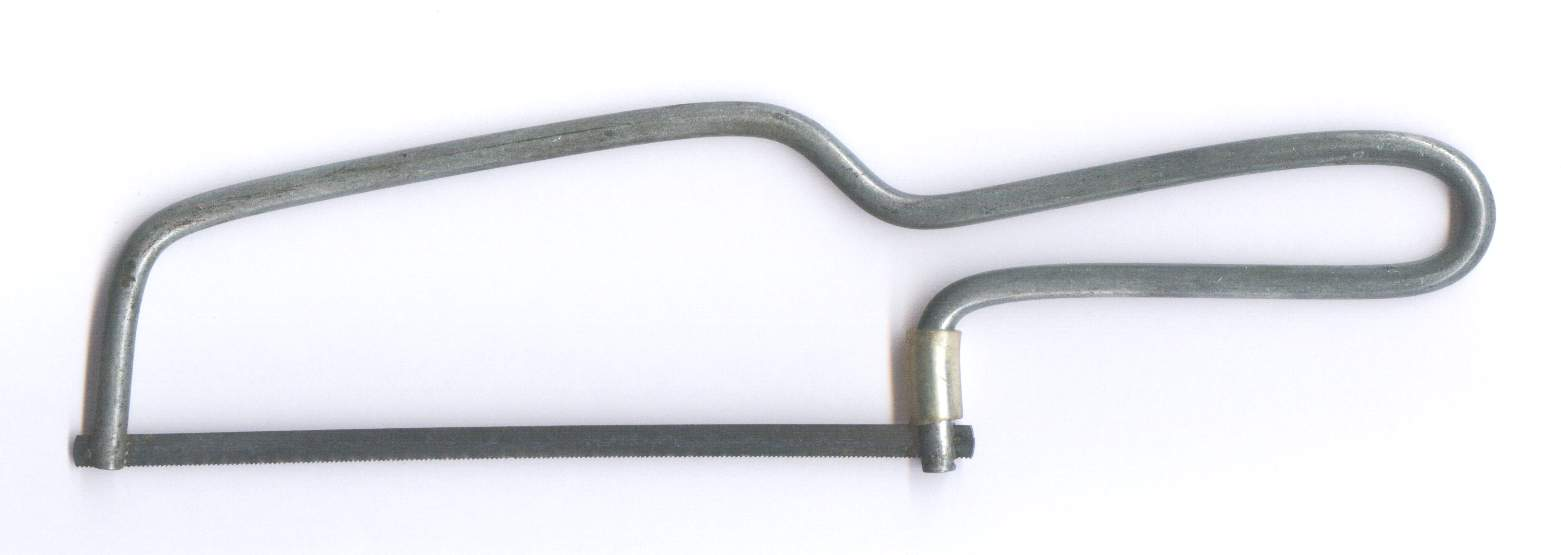
Een standaard juniorzaagje

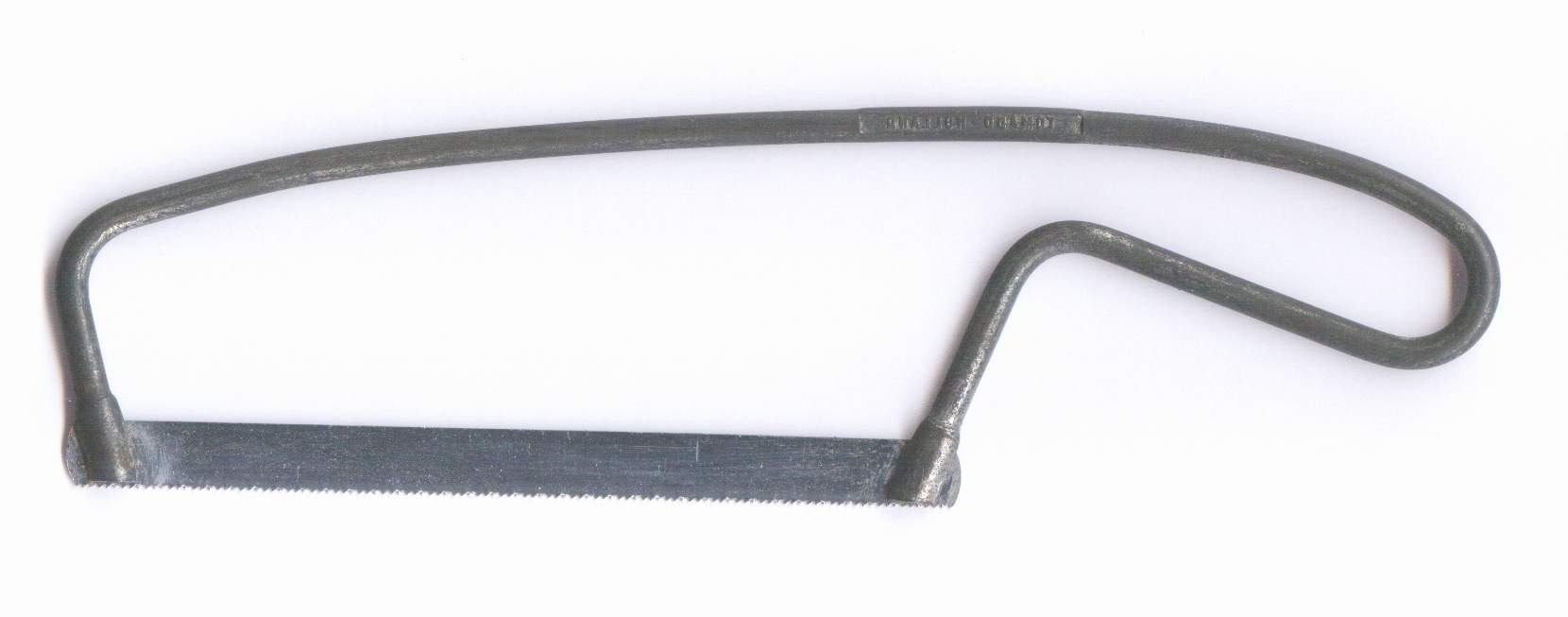
Een wat groter juniorzaagje

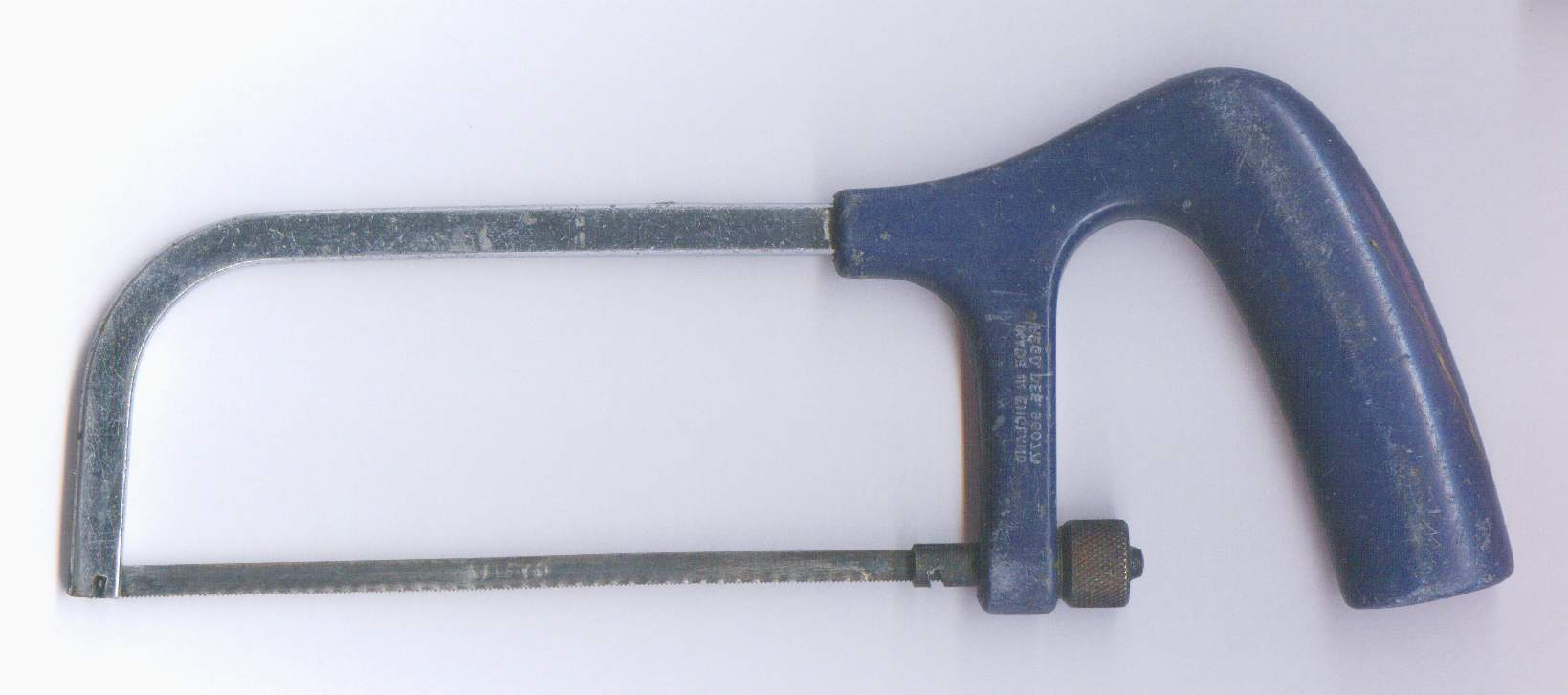
Juniorzaag met kunststof handgreep

Een juniorzaag (ook wel babyzaag of junior metaalzaag genoemd) is een kleine ijzerzaag met een verwisselbaar zaagblad dat kleiner is dan bij een 'gewone' ijzerzaag. In sommige situaties is het handig om van dit zaagje gebruik te maken, omdat er bijvoorbeeld in kleinere hoeken kan worden gezaagd.
De tanden op het zaagblad hebben een voorkeursrichting in de lengte van het zaagblad.  
Het zaagblad wordt in de houder of beugel geplaatst met de tanden van het handvat af zodat gezaagd wordt bij een beweging van de zager af. De terugwaartse beweging verwijdert het zaagsel van tussen de tanden.
Er zijn juniorzagen waarbij de stalen zaagbeugel en het handvat één geheel vormen. Het zaagblad wordt hierbij gespannen door de veerkracht van de beugel. Daarnaast zijn er zagen die voorzien zijn van een houten of kunststof handvat. De afmetingen van het zaagblad voor een juniorzaag zijn: 150 mm lang, 6 mm breed en 0,5 mm dik. Er komen echter ook zaagbladen voor met een lengte van 152,4 mm (6 inch).